# Tondogosso
Tondogosso est une commune rurale du département de Bobo-Dioulasso de la province du Houet dans la région du Hauts-Bassins au Burkina Faso.

## Géographie
Tondogosso est située dans le 4e arrondissement du département de Bobo-Dioulasso, à environ 30 km du centre de Bobo-Dioulasso.

## Éducation et santé
Le centre de soins le plus proche de Tondogosso est le centre de santé et de promotion sociale (CSPS) de Sogossagasso.